# Список политических партий Соломоновых Островов
В этой статье перечислены политические партии Соломоновых Островов. Соломоновы Острова имеют многопартийную систему с многочисленными политическими партиями.

## Действующие политические партии (2006—2010)
- Демократическая партия[1][2] (2006—н. в., основана Мэтью Уэйлом);
- Национальная партия (1997—н. в., основана Фрэнсисом Билли Хилли);
- Партия народного альянса (1979—н. в., основана Соломоном Мамалони и Дэвидом Каусимаэ);
- Партия Соломоновых Островов за развитие сельских районов (2006, основана Джобом Дадли Таузинга и Гордоном Дарси Лило);
- Либеральная партия Соломоновых Островов (1988—н. в. основана Бартоломью Улуфаалу);
- Ассоциация независимых членов (2001—н. в., основана Томми Чаном);
- Объединённая партия Соломоновых Островов (1980—н. в., основана Питером Кенилореа).

## Партии, созданные в преддверии выборов 2010 года
- Партия прямого развития (основана бывшим директором SICHE Диком Хаамори, а также журналистом и бывшим депутатом Альфредом Сасако);
- Партия новых наций на Соломоновых Островах (основана бизнесменом Белани Текулу);
- Партия народного конгресса Соломоновых Островов (основана Фредом Фоно);
- Реформированная демократическая партия Соломоновых Островов (основана бывшим премьер-министром Соломоновых Островов Дэнни Филиппом);
- Народная партия сельского конгресса (основана Милтоном Таласаса);
- Партия собственности, единства и ответственности[3] (основана бывшим премьер-министром Манассе Согаваре и семью другими депутатами);
- Партия народной федерации (основана бывшим офицером иностранных дел Рудольфом Генри Дорой; Председатель партии — Клей Форау Соалаой, уходящий член парламента от Темоту Ватуд);
- Партия автономных жителей Соломоновых Островов (основана бывшими политиками Джексоном Сунаоне и Денисом Лулей);
- Партия «Двенадцать столпов мира и процветания»[4] (основана Дельмой Нори);
- Партия действия народной власти (основана Робертом Уэльсом Ферателией);
- Сельская и городская политическая партия (RUPP);
- Христианская прогрессивная партия (CPP).

## Ранее существовавшие партии
- Партия христианского альянса (2005—2006, основатель — Эдвард Рония);
- Партия Лафари[5] (2005—2006, основатель — Джон Гаро);
- Партия социального кредита Соломоновых Островов (2006—2010, основатель — Манассе Согаваре);
- Единая нация Соломон (2005—2006, основатель — Фрэнсис Ородани);
- Соломоны превыше всего (2005—2006, основатель — Дэвид Кван);
- Народная прогрессивная партия (2001—2006, основатель — Манассия Согаваре);
- Новая соломонова партия (1997);
- Партия христианского альянса Соломоновых Островов;
- Группа христианского лидерства и товарищества (1993—1997, основана Майклом Мелиау);
- Партия национального единства и примирения Соломоновых Островов (SINURP, 1994—1997, основана Соломоном Мамалони);
- Партия национального действия Соломоновых Островов (NAPSI, 1993—1997, основана Фрэнсисом Сэмала);
- Лейбористская партия Соломоновых Островов (1988, основана Джозесом Тухануку);
- Национальный фронт за прогресс (NFP, 1989—1997, основатель — Эндрю Нори);
- Соломон Аго Сагефануа (SAS, 1984—1989, основатель — Сетуэль Келли);
- Партия сельского альянса, ранее — Партия сельских жителей Соломоновых Островов (SIRAP, 1977—1979, основана Дэвидом Каусимаэ и Фанетой Сира);
- Национально-демократическая партия (NADEPA, 1976—1989, основана Бартом Улуфа’алу);
- Объединённый партийный альянс Соломоновых Островов (USIPA, 1973—1975, основана Бенедиктом Киником);
- Партия народного прогресса (1973—1975, основана Соломоном Мамалони и Дэвидом Каусимаэ);
- Лейбористская партия (1971, основана Питером Салакой);
- Партия объединённых наций Соломоновых Островов (1968—1973, основана Дэвидом Каусимаэ, Фрэнком Уикхемом и Биллом Рэмси);
- Демократическая партия[6] (1965—1967, основана Мариано Келези и Эриком Лоусоном);
- Объединённая демократическая партия (UDP, 1980).